# Józef Zych

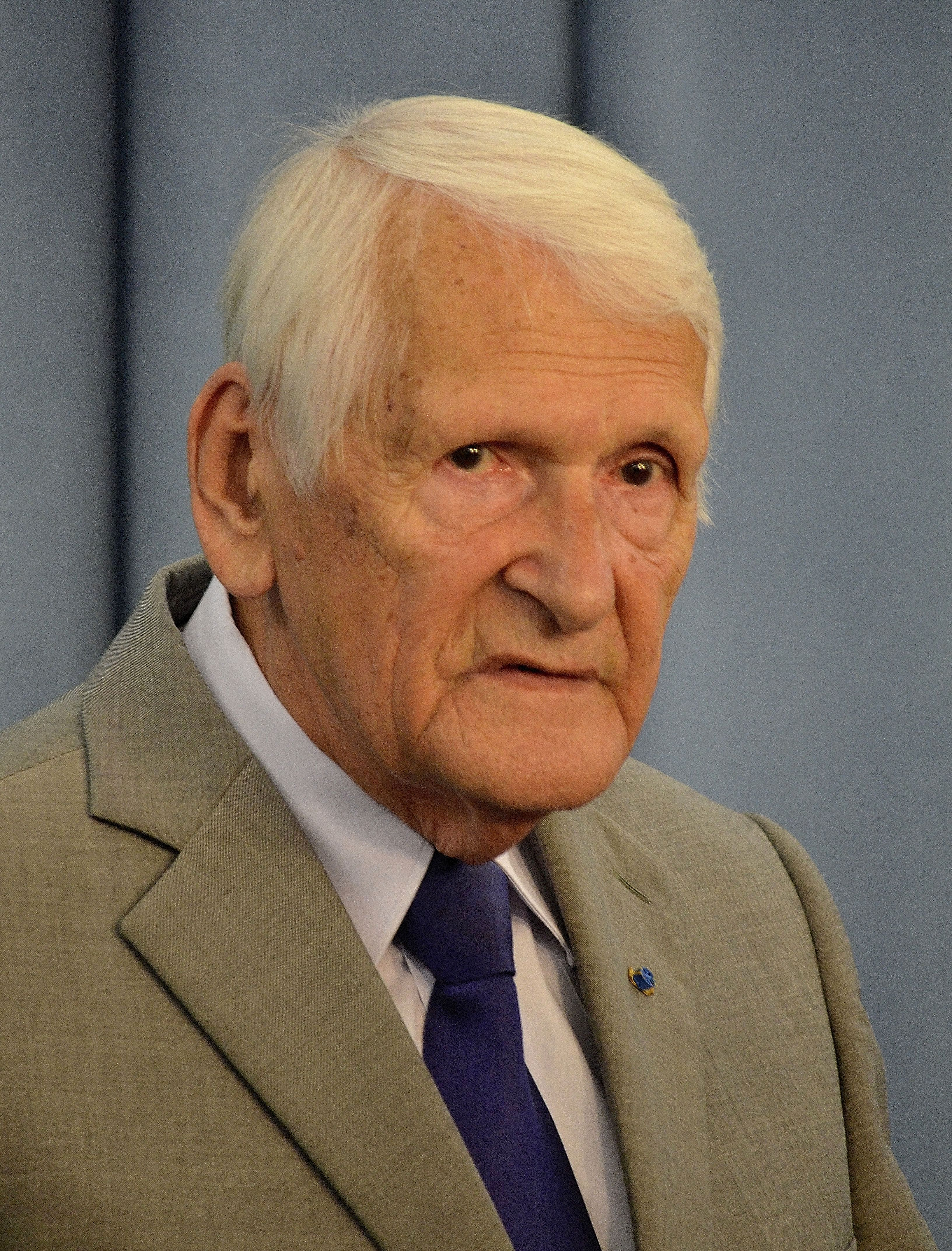
Józef Zych (2015)

Józef Zych (Ausspracheⓘ; * 23. März 1938 in Giedlarowa) ist ein polnischer Jurist und Politiker (ZSL, PSL). Er gehörte von 1989 bis 2015 dem Sejm in der X. (Volksrepublik), I., II., III., IV., V., VI. und VII. (Dritte Republik) Wahlperiode an. Von 1995 bis 1997 war er Sejmmarschall.

## Leben und Beruf
Zych studierte Jura an der Adam-Mickiewicz-Universität Posen, wo er 1966 den Magistergrad und 1976 den Doktorgrad erhielt. Wissenschaftlich beschäftigte er sich mit Arbeits- und Sozialversicherungsrecht. Er arbeitete als Justiziar für Bauernringe (Kółka rolnicze, gegenseitige Bauernhilfe) und für Energieversorgungsunternehmen. 1984 bis 1991 war er Vorstand des Landesrates der Justiziare (Krajowa Rada Radców Prawnych). Von 1988 bis 1990 gehörte er der Gedenkstättenorganisation Rada Ochrony Pamięci Walk i Męczeństwa an. Nach seinem Ausscheiden aus der aktiven Politik war er als Berater der polnischen Versicherungskammer tätig und arbeitete auch wieder wissenschaftlich. 2025 übergab er sein Privatarchiv dem „Archiwum Akt Nowych“, dem zentralen Staatsarchiv Polens.
Zych ist verheiratet und Vater eines Sohnes und einer Tochter.

## Politik
Seit 1975 war Zych Mitglied der damaligen Blockpartei Zjednoczone Stronnictwo Ludowe (ZSL), die später nach dem Zusammenschluss mit kleineren Neugründungen in der Polskie Stronnictwo Ludowe (PSL) aufging. Bei der halbfreien Wahl zum Vertragssejm 1989 wurde er für die ZSL erstmals in den Sejm gewählt. Dort war er Fraktionsvorsitzender erst der ZSL und dann der PSL sowie Vorsitzender des Justizausschusses. Bei den folgenden Sejmwahlen 1991, 1993, 1997, 2001, 2005, 2007 und 2011 wurde er jeweils für die PSL in das Parlament gewählt. Insgesamt wurde er achtmal gewählt, damit war er zuletzt der nach Stanisław Żelichowski zweitdienstälteste Abgeordnete.
Seit 1991 war Zych stellvertretender Sejmmarschall, nach der vorzeitigen Wahl 1993 wurde er wiedergewählt. Nach dem Wechsel von Józef Oleksy vom Sejmmarschallsposten in das Kabinett im März 1995 trat Zych seine Nachfolge als Sejmmarschall an und behielt das Amt bis zum Ende der Legislaturperiode im Oktober 1997. Im Dezember 1995 war er in seiner Funktion als Parlamentspräsident Vorsitzender der Nationalversammlung, die zur Entgegennahme des Amtseides des Präsidenten Aleksander Kwaśniewski zusammentraf. Ab Juli 2004 bis Oktober 2005 war Zych erneut stellvertretender Sejmmarschall. Nach den Wahlen 2005 und 2011 leitete er jeweils die Eröffnungssitzung des Sejm als dessen Alterspräsident. Im November 2012 wurde Zych zum Ehrenvorsitzenden der PSL gewählt. Bei der Parlamentswahl 2015 verpasste Zych nach erheblichen Verlusten seiner Partei den Wiedereinzug in den Sejm, da die PSL im Wahlkreis Zielona Góra keinen Sitz mehr erhielt.
Von 2015 bis 2019 war Zych auf Vorschlag der PSL Mitglied des Staatsgerichtshofes. Seit 2023 hat er das Amt erneut inne.

## Ehrungen
- Goldenes Verdienstkreuz der Republik Polen (1983)
- Großes Verdienstkreuz des Verdienstordens der Bundesrepublik Deutschland (2009)[15]
- Großoffizier der Ehrenlegion[16]

Außerdem wurde er zum Ehrenbürger von Leżajsk und der Woiwodschaft Lebus ernannt.